# Papua Nya Guinea-partiet
Papua Nya Guinea-partiet (PNG Party) är ett politiskt parti i Papua Nya Guinea som bildades 2007 av Mekere Morauta, tidigare premiärminister och partiledare för Folkets demokratiska rörelse.
Partiet vann åtta av 109 mandat i parlamentsvalet samma år  och blev därmed Papua Nya Guineas näst största parti .